# 安东·马拉廷斯基
安东·马拉廷斯基（1920年1月15日—1992年12月1日），斯洛伐克男子足球运动员，司职中场。他曾代表捷克斯洛伐克国家队参加1954年国际足联世界杯，结果队伍止步小组赛阶段。